# فرودگاه موری بریج
فرودگاه موری بریج (به انگلیسی: Murray Bridge Airport) یک فرودگاه است که یک باند فرود شن دارد و طول باند آن ۱۰۶۵ متر است. این فرودگاه در کشور استرالیا قرار دارد و در ارتفاع ۴۹ متری از سطح دریا واقع شده‌است.